# Legendarerna (TV-serie)
Legendarerna är ett tecknat franskt barnprogram som visas på SVT. Serien är baserad på serietidningen Les Légendaires som skapades av Patrick Sobral.

## Handling
Serien utspelar sig i en fiktiv värld vid namn Alysia. Legendarerna är fem hjältar som, under ett uppdrag att stoppa den ondskefulla trollkarlen Mörkhell från att använda Stenen av Jéovina (en av sex magiska stenar som användes för att skapa Alysia), råkar krossa stenen, vilket i sin tur leder till att alla i Alysia återgår till att vara barn. Deras uppgift i serien är att upphäva förtrollningen och återgå till vuxen ålder. 

## Svenska röster
Röstskådespelarna i svensk TV.
- Gruff - Frank Thunfors
- Razzia - Frank Dorsin
- Shaimi - Valerie Tocca
- Jadina - Martha Nordenswan
- Danael - Love Hedlund Stenmarck
- Mörkhell - Leon Pålsson
- Tenebra - Molly Sylsjö